# WCRP (radio)
Pour les articles homonymes, voir WCRP.
WCRP est une station de radio émettant en langue espagnole depuis Porto Rico. 
C'est une radio communautaire religieuse.
La fréquence est 88.1 FM, l'émetteur est situé à Guayama sur la côte sud de Porto Rico.